# Черношапочная комароловка
Черношапочная комароловка (лат. Polioptila plumbea) — вид птиц из семейства комароловковых.
Вид распространён в Центральной и Южной Америке от юга Мексики до Боливии и значительной части Бразилии. Живёт в различных лесах от сухих лесов каатинги до дождевых лесов Амазонии.
Мелкая птица, длиной 10—12 см и массой 6—8 г. Верхняя часть тела тёмно-серая, нижняя часть тела и лицо белые. У самцов макушка головы чёрная. Клюв длинный, тонкий, чёрного цвета.
Птица живёт в верхнем ярусе леса. Охотится на насекомых и пауков среди листьев и веток деревьев. Чашеобразное гнездо строит среди ветвей высокого дерева. Самка в мае-июне откладывает 2—3 белых с коричневыми пятнами яйца.